# Bouteloua triaena
Bouteloua triaena là một loài thực vật có hoa trong họ Hòa thảo. Loài này được (Trin.) Scribn. mô tả khoa học đầu tiên năm 1891.